# Manuel Francisco Pardal
Manuel Francisco Pardal (Aljezur, 27 de Dezembro de 1896 — Aljezur, 2 de Abril de 1979) foi um religioso, professor e escritor português, sendo considerada a mais importante figura no concelho de Aljezur, durante a época contemporânea.

## Biografia

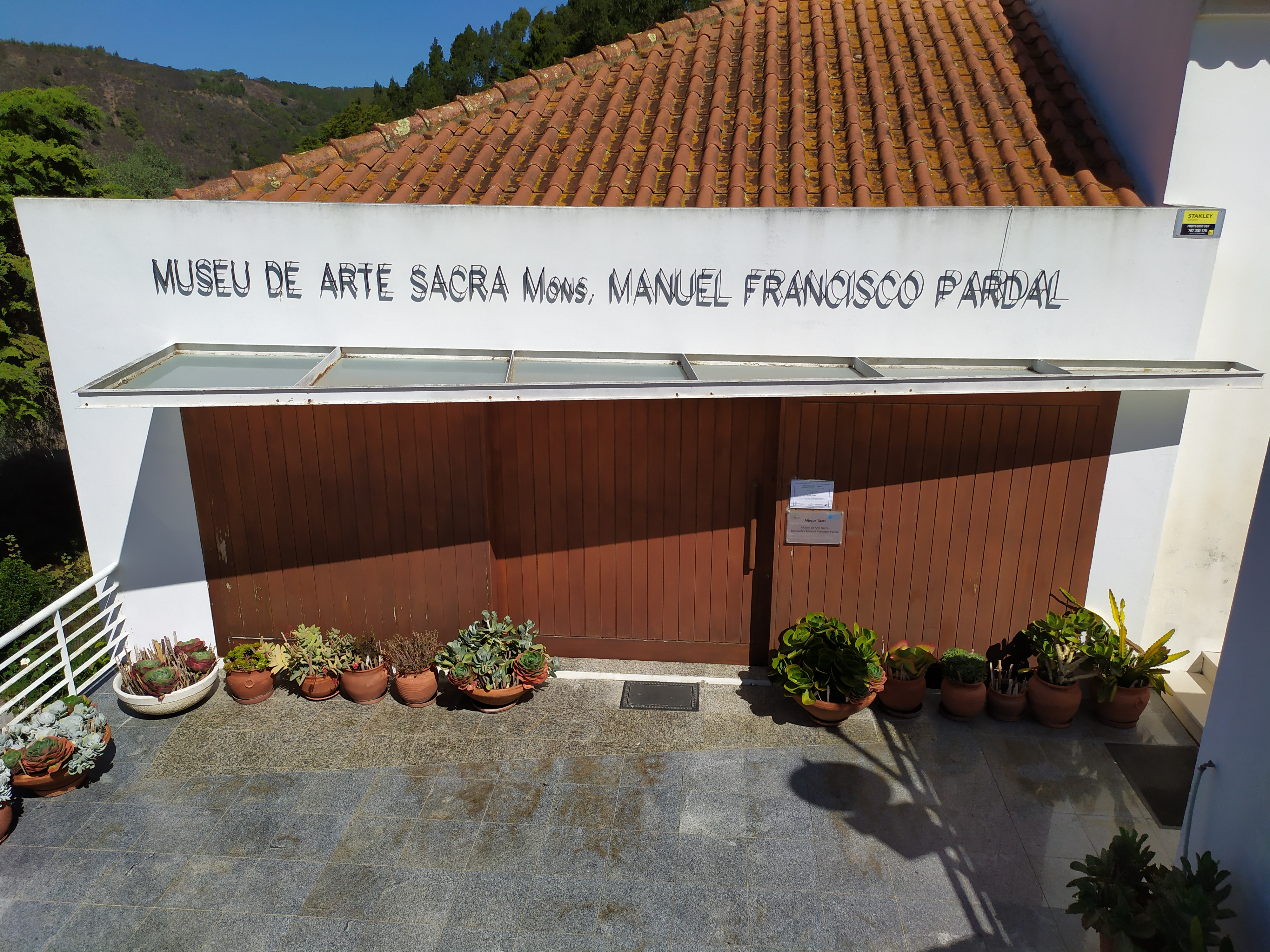
Museu de Arte Sacra Monsenhor Francisco Pardal, em Aljezur.

Nasceu em Aljezur, em 27 de Dezembro de 1896.
Exerceu principalmente como padre, tendo-se destacado pela sua carreira na Igreja Católica, onde ocupou altos cargos,  chegando a ser nomeado como Monsenhor pelo papa. Notabilizou-se como orador, tendo pregado em várias freguesias no Sul do país, e em Lisboa, em Fátima e em Lourdes. Também foi professor em Faro, onde ensinou no Seminário de São José, no Liceu Nacional, e na Escola Tomás Cabreira. 
Distinguiu-se igualmente como jornalista, tendo dirigido o periódico diocesano Folha de Domingo, onde escreveu durante cerca de meio século, e como escritor, tendo publicado três livros: Razões da minha razão, Menina das Águas Frias, e o romance Gente da Serra. Este último foi editado em 1931, com o pseudónimo de Elias Nemésio, e é um testemunho da vida quotidiana das populações no concelho de Aljezur nos princípios do século XX, sendo considerada a sua obra principal.
Faleceu em Aljezur, em 2 de Abril de 1979.

## Homenagens
O seu nome foi colocado num museu religioso em Aljezur.
Em 1997, a obra Gente da Serra foi reeditada pela autarquia de Aljezur, no âmbito das comemorações do centenário do seu nascimento.